# Río Chícamo
El río Chícamo, también llamado rambla de Abanilla sobre todo en su tramo bajo, es un río del sureste de la península ibérica perteneciente a la cuenca hidrográfica del Segura que discurre por la Región de Murcia y la provincia de Alicante (España). 

## Curso
El Chícamo, que se alimenta de alguno de los aportes de los ramblizos de la sierra de Barinas, nace en la pedanía de Macisvenda y participa, al sur de su recorrido, cercano ya a la sierra de Abanilla, de uno de los paisajes más peculiares de la región murciana. En estos parajes se concitan algunos cultivos de huerta, como tomateras, habas y alcachofas.
Dos ramblas que realizan aportación al río Chicamo son: la rambla Mascosa, en la carretera de El Partidor a El Salado, recoge las aguas que caen al sur de Macisvenda. Esta rambla desemboca en la rambla de Zurca, poco antes de unirse ésta al Chícamo.
Recientemente ha aparecido una población de unos 80 pies de álamos del Éufrates, Populus euphratica Olivier en la rambla de los Bichos en el Tollé, especie que en España solo tenía una población en un canal de riego de Elche. La rambla del Zurca, una de las más importantes de las que tributan al Chícamo, recoge las aguas que caen en la zona de Barinas. Son los badlands de El Salado Alto, lugar perfecto para provocar destacables avenidas. Poco más debajo de este punto, y antes de unirse al Chícamo, recibe las aguas de la anterior rambla, Mascosa.

## Flora y fauna
Conocida es la similitud de la naturaleza que rodea al Chícamo con Palestina, la abundancia de palmeras, sobre todo en Macisvenda, al igual que la aridez del terreno le han valido este paralelismo a los parajes de Abanilla. Abunda en estas tierras una flora propia de los terrenos áridos y de rambla, adelfas, tarays, carrizos, cañas y juncos son las especies que se reparten por las zonas de ramblas mientras que el esparto, el albardín, el tomillo y el romero forman parte del monte bajo de sus parajes.